# Pituophis lineaticollis
Pituophis lineaticollis is een slang uit de familie toornslangachtigen en de onderfamilie Colubrinae.

## Naam en indeling
De wetenschappelijke naam van de slang werd voor het eerst voorgesteld door Edward Drinker Cope in 1861. Oorspronkelijk werd de wetenschappelijke naam Arizona lineaticollis gebruikt. Later werd het dier tot het geslacht Coluber gerekend.

### Ondersoorten
De soort wordt verdeeld in twee ondersoorten die onderstaand zijn weergegeven, met de auteur en het verspreidingsgebied. Een derde ondersoort, Pituophis deppei brevilineata, wordt tegenwoordig niet meer als zodanig erkend.
Het geslacht omvat de volgende soorten, met de auteur en het verspreidingsgebied.
| Naam                            | Auteur       | Verspreidingsgebied |
| ------------------------------- | ------------ | ------------------- |
| Pituophis lineaticollis gibsoni | Stuart, 1954 | Mexico, Guatemala   |
| Pituophis lineaticollis         | Cope, 1861   | Mexico              |

## Uiterlijke kenmerken
Pituophis lineaticollis heeft een bruine tot zandkleurige huidskleur. Op de rug heeft de slang een achter de kop twee zwarte strepen, die overgaan in een rij van ruitvormige patronen en verder naar achteren in zadelvormige zwarte markeringen.

## Verspreiding en habitat
De soort komt voor in delen van Midden-Amerika en leeft in de landen Guatemala en Mexico. De habitat bestaat uit tropische en subtropische bossen, zowel in laaglanden als in bergstreken. De soort is aangetroffen op een hoogte van ongeveer 800 tot 2500 meter boven zeeniveau.

## Beschermingsstatus
Door de internationale natuurbeschermingsorganisatie IUCN is de beschermingsstatus 'veilig' toegewezen (Least Concern of LC).